# Ficus ruginervia
Ficus ruginervia är en mullbärsväxtart som beskrevs av Edred John Henry Corner. Ficus ruginervia ingår i släktet fikonsläktet, och familjen mullbärsväxter. Inga underarter finns listade i Catalogue of Life.